# Panna Marie Záblatská
Panna Marie Záblatská, nebo také Panna Marie Dobré Rady, je 17x34 cm veliký zažloutlý obrázek zobrazující Pannu Marii na půlměsíci s Ježíškem v levé ruce. Obrázek našel velitel habsburských císařských vojsk  Karel Bonaventura Buquoy v roce 1619 na spáleništi v Záblatí po bitvě u Záblatí. Obrázek se stal jeho amuletem a vozil jej stále sebou. Po smrti K. B. Buquoye (padl 10. července 1621 během obléhání pevnosti Nové Zámky) byl obrázek umístěn v jezuitském kostela sv. Anny ve Vídni. V roce 1674 si jej potomci  K. B. Buquoye vyžádali zpět. V roce 1679 byl obrázek nové zarámován do bohatě zdobeného rámu. Od 11. června 1753 je umístěn na hlavním oltáři kostela svatého Petra a Pavla v Nových Hradech.